# Acropora bifurcata
Acropora bifurcata là một loài san hô trong họ Acroporidae. Loài này được Nemenzo mô tả khoa học năm 1971.